# Molophilus (Molophilus) trifilatus
Molophilus (Molophilus) trifilatus is een tweevleugelige uit de familie steltmuggen (Limoniidae). De soort komt voor in het Palearctisch gebied.